# Полтавська 1-ша сотня
1-ша полтавська сотня — адміністративно-територіальна одиниця та військовий підрозділ Гетьманщини, у складі Полтавського полку, заснована чугуївськими козаками.

## Визначні спадкові роди
Самарські, Каплонські, Глоби, Римарі, Бабанські, Жаданенки, Слуцькі, Сягайли, Твердохліби, Турбаї, Воронянські.